# Bârghiș
Bârghiș (in dialetto sassone Berjesch, in ungherese Bürkös, in tedesco Bürgisch) è un comune della Romania di 2130 abitanti, ubicato nel distretto di Sibiu, nella regione storica della Transilvania. 
Il comune è formato dall'unione di 6 villaggi: Apoș (Abtsdorf), Bârghiș, Ighișu Vechi (Libesdorf), Pelișor (Magerau), Vecerd (Busshardt), Zlagna (Goldmarkt).

I villaggi sono ricordati da documenti storiche nei primi anni del XIV secolo.

## Monumenti e luoghi d'interesse

### Bârghiș
Il villaggio è la sede comunale ed è ricordato per la prima volta in un documento del 1337. Vi sorgono la piccola chiesa evangelica, costruita nel XVIII secolo e la chiesa ortodossa dedicata a San Giorgio risalente al XVII secolo.

### Chiesa evangelica di Apos
L'insediamento è stato abitato sin dall'età del bronzo, fatto confermato dai rinvenimenti di reperti archeologici; la prima menzione storica è del 1322. Nel Medioevo la città era di proprietà del monastero cistercense di Cârța, da cui deriva il toponimo tedesco Appesdorf (villaggio dell'abate). La 'Chiesa evangelica, fu costruita all'inizio del XV secolo in stile gotico, trasformata nel XVIII secolo; ha una sola navata con coro absidale poligonale sorretto da contrafforti. Il campanile fu costruito nel 1799.
 È in cattivo stato di conservazione.

### Chiesa fortificata di Pelișor
La prima attestazione documentaria dell'insediamento risale al 1357; alla fine del XVIII secolo un violento incendio distrusse parte del villaggio. La chiesa fu costruita nel XV secolo con una navata e il coro a volta. Il campanile, alto cinque piani, fu probabilmente eretto nel primo decennio del XVI secolo ospita una piccola campana, datata 1512. L'ingresso alla chiesa avviene attraverso due portali decorati in stile gotico, uno a meridione e l'altro ad occidente.
L'organo della chiesa, in stile barocco datato 1796, ed è stato spostato nel 1998 nella chiesa evangelica di Bucarest. La cerchia difensiva fu eretta fra la fine del XV secolo e all'inizio del XVI secolo. È un recinto poligonale con quattro torri angolari e contrafforti a sostegno delle mura. L'ingresso carraio avveniva dalla torre a sud-est che aveva una massiccia saracinesca che si poteva sollevare.
Sul lato orientale si trova invece una piccola torre a difesa dell'accesso pedonale alla chiesa. Le mura erano difese da altre due massicce torri sugli angoli a sud-ovest e nord-ovest (ora distrutta). Nel XVII secolo per rinforzare la parte più esposta del colle, ad ovest, fu eretto un muro alto circa 10 metri con camminamenti di ronda, feritoie e caditoie. Davanti al muro che raddoppiava la fortificazione, fu infine scavato un fossato di difesa.

### Chiesa evangelica di Zlagna

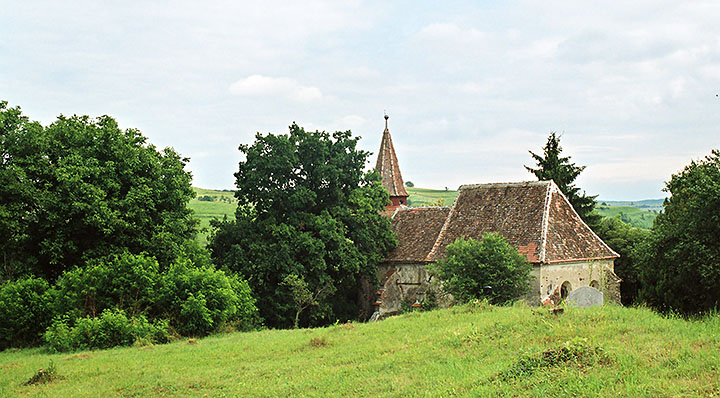
Chiesa di Zlagna

La piccola chiesa gotica fu costruita nel XV secolo: è un edificio a forma di aula, sostenuta da contrafforti, e un coro poligonale con arco e volta ogivale, ricostruito nel 1868. Il campanile, separato di 2 metri dall'abside, fu eretto nel 1828-1830. È in cattivo stato di conservazione.

### La rivolta di Vecerd
Nella primavera del 1848 i servi dei villaggi di Ghijasa de Sus, Ighișu Vechi, Bârghiș, Vecerd e Coveș si riunirono nel villaggio, iniziando una rivolta contro i nobili, uccidendone alcuni e catturandone altri. I capi della rivolta furono poi catturati e impiccati nella collina della forca.